# 20 novembre dans les chemins de fer
20 octobre 20 décembre
Chronologies thématiques
- Croisades
- Sports
- Disney

Cette page concerne les événements qui se sont déroulés un 20 novembre dans les chemins de fer.

## Événements

### XXesiècle
- 1904. France : ouverture de la station Sentier du métro de Paris.
- 1913. France : ouverture de la section Moûtiers-Salins-Brides-les-Bains - Bourg-Saint-Maurice de la ligne de la Tarentaise.
- 2000 France : Inauguration du nouveau tramway d'Orléans.